# Circuito de Getxo 2019
Il Circuito de Getxo 2019, settantaquattresima edizione della corsa e valevole come evento dell'UCI Europe Tour 2019 categoria 1.1, si svolse il 31 luglio 2019 su un percorso di 192 km, con partenza e arrivo a Getxo, in Spagna. La vittoria fu appannaggio dello spagnolo Jon Aberasturi, il quale completò il percorso in 4h32'00", alla media di 42,353 km/h, precedendo il connazionale Alex Aranburu e il francese Lorrenzo Manzin.
Sul traguardo di Getxo 64 ciclisti, su 85 partenti, portarono a termine la competizione.

## Squadre e corridori partecipanti
| N.      | Cod. | Squadra                       |
| ------- | ---- | ----------------------------- |
| 1-8     | CJR  | Caja Rural-Seguros RGA        |
| 11-17   | MOV  | Movistar Team                 |
| 21-27   | DMP  | Delko Marseille Provence      |
| 31-37   | KMT  | Kometa Cycling Team           |
| 41-45   | GUE  | Guerciotti-Kiwi Atlántico     |
| 51-55   | CDF  | Vito-Feirense-Pnb             |
| 61-67   | VIV  | Massi Vivo-Grupo Oresy        |
| 71-77   | VCB  | Vital Concept-B&B Hotels      |
| 81-85   | EUK  | Equipo Euskadi                |
| 91-98   | EUS  | Euskadi Basque Country-Murias |
| 101-107 | 3O3  | 303 Project                   |
| 121-128 | BBH  | Burgos-BH                     |
| 131-137 | VIB  | VIB Sports                    |

## Ordine d'arrivo (Top 10)
| Pos. | Corridore          | Squadra       | Tempo    |
| ---- | ------------------ | ------------- | -------- |
| 1    | Jon Aberasturi     | Caja Rural    | 4h32'00" |
| 2    | Alex Aranburu      | Caja Rural    | a 5"     |
| 3    | Lorrenzo Manzin    | Vital Concept | a 8"     |
| 4    | Enrique Sanz       | Euskadi-Mur.  | a 10"    |
| 5    | José Joaquín Rojas | Movistar      | s.t.     |
| 6    | Jetse Bol          | Burgos-BH     | s.t.     |
| 7    | Mikel Alonso       | Euskadi       | a 13"    |
| 8    | Winner Anacona     | Movistar      | s.t.     |
| 9    | Delio Fernández    | Delko Mar.    | s.t.     |
| 10   | Cyril Barthe       | Euskadi-Mur.  | s.t.     |